# Temnida simplex
Temnida simplex är en spindelart som beskrevs av Simon 1897. Temnida simplex ingår i släktet Temnida och familjen spökspindlar.
Artens utbredningsområde är Venezuela. Inga underarter finns listade i Catalogue of Life.